# Church Road (Londres)
Pour les articles homonymes, voir Church Road.
 (novembre 2014).
Si vous disposez d'ouvrages ou d'articles de référence ou si vous connaissez des sites web de qualité traitant du thème abordé ici, merci de compléter l'article en donnant les références utiles à sa vérifiabilité et en les liant à la section « Notes et références ».
Church Road (ou Church End) est une rue de la ville de Londres, au Royaume-Uni. 

## Situation et accès
Elle se trouve dans le district de Brent, le long de Harlesden et de Willesden. Malgré son nom (church : église), il n'y a pas d'église sur cette avenue, qui est principalement un lieu résidentiel.
Les stations de métro les plus proches sont les stations de Harlesden et de Neasden.